# Dortus
Dortus is een geslacht van wantsen uit de familie van de Miridae (Blindwantsen). Het geslacht werd voor het eerst wetenschappelijk beschreven door William Lucas Distant in 1910.

## Soorten
Het genus bevat de volgende soorten:

- Dortus chinai Miyamoto, 1965
- Dortus primarius Distant, 1910